# Fandango (film, 1985)
Fandango je americká filmová komedie z roku 1985, kterou režíroval Kevin Reynolds. Původně se jednalo o studentský film s názvem Proof, který Reynolds natočil během studia na filmové škole University of Southern California. Jednalo se o parodii na studentský život na jeho alma mater, Baylorově univerzitě. Vzhledem k účasti svého otce na řízení Baylorovy univerzity však nechtěl Reynolds tuto instituci vykreslit v nepříznivém světle a dal jí alternativní umístění jako Texaské univerzitě. Film je dnes již kultovní klasikou.
Steven Spielberg film viděl a pomohl financovat celovečerní komedii/drama o pěti texaských vysokoškolácích z roku 1971, kteří se společně vydávají na „poslední výlet“ a oslavují „výsadu mládí“, zatímco čelí promoci, svatbě a odvodu do vietnamské války.
Ve filmu Fandango hrají Kevin Costner (ve své první hlavní roli, ačkoli dřívější film, kde hrál hlavní roli, The Gunrunner, byl dotočen v roce 1983, ale do kin byl uveden až v roce 1989), Judd Nelson a Sam Robards. Soundtrack obsahuje původní hudbu Alana Silvestriho a hudbu mimo jiné Pata Methenyho a Lylea Mayse.
Film byl vydán společnostmi Warner Bros. a Amblin Entertainment 25. ledna 1985, DVD s filmem bylo vydáno 15. února 2005. Film Fandango znamenal nejen Reynoldsův režijní debut, ale také celovečerní debut Suzy Amisové, která byla dříve známá především díky své práci v modelingu.

## Děj
V roce 1971 se na koleji na univerzitě v Texasu koná absolventská párty. Gardner Barnes patří ke skupině přátel zvané Groovers, do níž patří i Kenneth Waggener, který se chystá k sňatku, a vojensky zaměřený Phil Hicks. Kenneth oznamuje, že mu vypršelo studentské odložení vojenské služby a bude odveden do války ve Vietnamu. Gardner dostal povolávací rozkaz už dříve. Kenneth kvůli tomu ruší své zasnoubení a Groovers se rozhodnou naposledy si užít svobodu na cestě k Rio Grande, kde chtějí „vykopat“ něco jménem Dom.
Po cestě jejich auto dojde benzín. Phil trvá na tom, že ho nemohou opustit, a tak ho přivazují k projíždějícímu vlaku. Výsledek je katastrofální – vlak urve jen přední část vozu. Po opravě pokračují dál a cestou narazí na hřbitov, kde si uvědomí vážnost nadcházející války při pohledu na hrob vietnamského veterána. Po přenocování ve starém letním kině se vydávají dál.
Na jednom z odpočívadel se Gardner pohádá s Philem a prozradí mu, že ho skupina nikdy nepovažovala za rovnocenného přítele. Phil chce dokázat opak a přijímá výzvu ke skoku padákem. Gardner podvodem přemluví instruktora Trumana Sparkse, aby dal Philovi lekci zdarma. Phil ale omylem v letadle dostane balík špinavého prádla místo padáku. Na poslední chvíli se mu podaří aktivovat nouzový padák a Groovers si jeho odvážný čin zvěční na fotografii.
Dorazí k opuštěné hospodě a nakonec vykopou „Doma“ – láhev šampaňského Dom Pérignon. Při oslavě Kenneth začne pochybovat o svém rozhodnutí zrušit zásnuby. Gardner se ho rozhodne usmířit s Debbie, která byla dříve jeho vlastní přítelkyní. Zorganizuje svatbu přímo na místě, přičemž Debbie přiletí Trumanovým letadlem. Po obřadu si Gardner a Debbie naposledy zatančí, ale když se ji pokusí políbit, ona ho jen jemně políbí na tvář a odchází.
Phil věnuje Kennethovi a Debbie své auto jako svatební dar. Ostatní se rozcházejí svou cestou. Gardner, sledující oslavu z útesu, zvedne láhev piva na rozloučenou s přáteli a jejich mládím.

## Obsazení
| Kevin Costner      | Gardner Barnes   |
| Judd Nelson        | Phil Hicks       |
| Sam Robards        | Kenneth Waggener |
| Chuck Bush         | Dorman           |
| Elizabeth Daily    | Judy             |
| Brian Cesak        | Lester Griffin   |
| Marvin J. McIntyre | Truman Sparks    |
| Suzy Amis          | Debbie           |